# Micropoma
Micropoma là một chi rêu trong họ Funariaceae.